# تكزز
تكزز أو نوبة تكززية (بالإنجليزية: Tetany)‏ هي علامة طبية تتكون من انقباض غير طوعي للعضلات والتي قد تكون ناجمة عن اضطرابات تزيد من جهد تكرار خلايا العضلات أو الأعصاب التي يعصب بها.
لا يتم تصنيف تشنجات العضلات الناجمة عن مرض الكزاز كتكزز، ولكن التكزز يكون بسبب عدم وجود تثبيط للخلايا العصبية التي تغذي العضلات، وتُعد الانقباضات التكززية (الكزاز الفسيولوجي) مجموعة واسعة من أنواع تقلص العضلات، والتكزز هو واحد فقط منها.

## العلامات والأعراض
يتميز التكزز بتقلص العضلات البعيدة لليدين (تشنج الرسغ مع تمدُّد المفاصل بين السلاميات والتقريب وانثناء المفاصل السنعية السلامية) والقدمين (التشنج القدمي) ويرتبط بالنخز حول الفم والأطراف البعيدة.

## الأسباب
- السبب المعتاد للتكزز هو نقص الكالسيوم، كما يمكن أن تؤدي زيادة الفوسفات (نسبة الفوسفات إلى الكالسيوم العالية) أيضًا إلى حدوث التشنجات.[1][2]
- قصور الغدة جارة درقية يمكن أن يؤدي إلى تكزز.
- تتسبب المستويات المنخفضة من ثاني أكسيد الكربون في حدوث تكزز عن طريق تغيير ارتباط الألبيومين للكالسيوم بحيث يتم تقليل جزء الكالسيوم المتأين (المؤثر فيسيولوجيًا)، ويُعد أحد الأسباب الشائعة لانخفاض مستويات ثاني أكسيد الكربون هو فرط التنفس.[3]
- انخفاض مستويات المغنيسيوم يمكن أن يؤدي إلى تكزز.[4][5]
- سم المطثية الكزازية عن طريق تثبيط الانتقال العصبي بين الجلايسين وحمض الغاما-أمينوبيوتيريك قد يؤدي إلى التكزز.

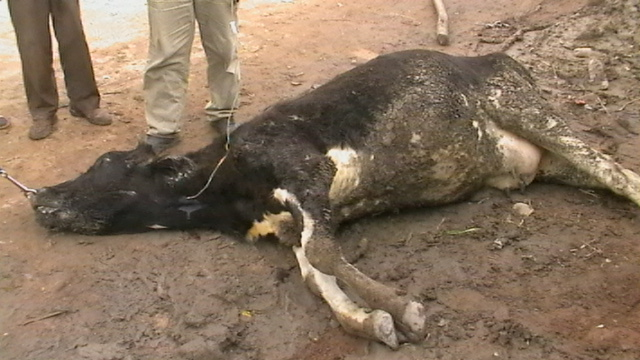
رعي البقر للمراعي التي تحدث بها تكززات سريعة للرقبة مما يشير إلى تكزز العشب

- وجود فائض من البوتاسيوم في عشب الدريس أو الكلأ يمكن أن تؤدي إلى تكزز فصل الشتاء أو تكزز العشب في الحيوانات المجترة.
- تكون هشاشة العظام والكساح بسبب نقص فيتامين د

## الفيزيولوجيا المرضية
نقص كالسيوم الدم هو السبب الرئيسي للتكزز، حيث تُزيد مستويات الكالسيوم المتأينة المنخفضة في السائل الخارج خلوي من نفاذية الأغشية العصبية لأيون الصوديوم مما يؤدي إلى الاستقطاب التدريجي مما يزيد من احتمالية العمل المحتملة، يحدث هذا لأن أيونات الكالسيوم تتفاعل مع السطح الخارجي لقنوات الصوديوم في الغشاء البلازمي للخلايا العصبية، وعندما تغيب أيونات الكالسيوم يتم تغيير مستوى الجهد المطلوب لفتح قنوات الصوديوم لبوابات الجهد بشكل كبير (مطلوب إثارة أقل)، إذا انخفضت أيونات الكالسيوم في البلازما إلى أقل من 50% من القيمة العادية البالغة 9.4 ملغ / ديسيلتر قد يتم توليد إمكانات العمل بشكل تلقائي، مما تسبب في تقلص عضلات الهيكل العظمي المحيط، نقص كالسيوم الدم ليس مصطلحًا للتكزز ولكنه سببًا للتكزز.

## التشخيص
ابتكر الأستاذ الفرنسي أرماند تروسو (1801-1867) المناورة عن طريق سد الشريان العضدي من خلال الضغط وذلك لإثارة تشنجات في الأصابع، هذا هو المعروف الآن باسم علامة تروسو للتكزز المستتر.
كما يمكن إظهار تكزز عن طريق النقر الأمامي للأذن عند ظهور العصب الوجهي، حيث تشير النفضة الناتجة عن الأنف أو الشفاه إلى انخفاض مستويات الكالسيوم، هذا هو المعروف الآن باسم علامة شفوستيك.
تكشف دراسات تخطيط كهربائية العضل (EMG) عن تخريجات وحدة محرك مفردة أو مجمَّعة في كثير من الأحيان بتردد تفريغ منخفض خلال نوبات التكزز.